# Marchwacz
Marchwacz – osada w Polsce, w województwie wielkopolskim, w powiecie kaliskim, w gminie Szczytniki.
Marchwacz leży przy drodze krajowej nr 12.

## Historia
Dawna posiadłość arcybiskupów gnieźnieńskich. Od 1819 do grudnia 1939 własność rodziny Niemojewskich. Bracia Bonawentura i Wincenty Niemojowscy w okresie sejmu Królestwa Polskiego przewodzili opozycji sejmowej kaliszan, a w czasie powstania listopadowego byli członkami Rządu Narodowego. Ich działalność upamiętnia kopiec z głazem usypany w parku obok dawnego pałacu z początku XX w., wzorowanego na pałacu Na Wodzie w Łazienkach Królewskich w Warszawie.
Do 1954 istniała gmina Marchwacz.
W 1909 w Marchwaczu urodził się Stanisław Aleksandrzak; od 1987 imię Stanisława Aleksandrzaka nosi miejscowa szkoła podstawowa. 